# Sevenoaks
Sevenoaks – miasto i civil parish w Wielkiej Brytanii, w Anglii, w hrabstwie Kent, w dystrykcie Sevenoaks. W 2011 roku civil parish liczyła 20 409 mieszkańców.
W Sevenoaks urodził się 17 maja 1949 roku brytyjski perkusista rockowy Bill Bruford, członek m.in. zespołów Yes i King Crimson. 
W tym mieście ma swą siedzibę klub krykieta – Vine Cricket Ground.

## Miasta partnerskie
- Rheinbach
- Pontoise